# Zezé Moreira
Alfredo Moreira Júnior, plus connu sous le nom Zezé Moreira, né le 16 octobre 1907 à Miracema (État de Rio de Janeiro) et mort le 10 avril 1998 à Rio de Janeiro à Rio de Janeiro, est un footballeur et entraîneur brésilien. 
Il était le frère de Aymoré Moreira et Ayrton Moreira.

## Biographie

### Carrière d'entraîneur
Il fut notamment sélectionneur de l'équipe du Brésil de football à la coupe du monde de football de 1954.